# Gramatika švedskoga jezika
Švedski jezik potječe od staronordijskoga jezika. U usporedbi sa svojim prethodnikom, gramatika švedskoga ima znatno manje fleksije. Suvremeni švedski jezik raspoznaje dva gramatička roda te više ne konjugira glagole temeljem lica ili broja. Imenice su u švedskome izgubile morfološku razliku između nominativa i akuzativa koji su razlikovali gramatički subjekt i objekt u staronordijskom zbog čega je proširenije označavanje rečeničnih dijelova prema redu riječi. U švedskom je manja razina fleksije prisutna u imenicama, pridjevima i glagolima. Red riječi u rečenici je najčešće subjekt – predikat – objekt (SVO tip jezika) te se u jeziku prati takozvani red riječi V2, što znači da predikat uvijek zauzima mjesto drugog elementa u rečenici.

## Imenice
Imenice mogu biti jednog od dva gramatička roda, zajedničkog (utrum) ili srednjeg (neutrum), koji određuje njihove određene oblike kao i oblik svih pridjeva i članova koji se koriste uz njih. Rod imenica je uglavnom proizvoljan i potrebno ga je pamtiti uz riječ. Oko tri četvrtine svih imenica u švedskom je, međutim, zajedničkog roda. Živa bića su najčešće zajedničke imenice, primjerice en katt („mačka”), en häst („konj”), en fluga („muha”), itd.
U starošvedskom su postojala tri roda – muški, ženski i srednji. Iako je trorodni sustav i dalje očuvan u mnogim dijalektima te je ostavio trag u pojedinim izrazima, imenice muškog i ženskog roda danas su se u standardnom jeziku ujedinile u zajednički rod. Tračak muškoga roda i dalje se može primijetiti u jednini određenoga oblika nekih pridjeva kada prate prirodni rod imenice (npr. den långe mannen; umjesto den långa mannen, „visoki muškarac”), kao što i osobne zamjenice, han („on”) i hon („ona”), predstavljaju prirodni rod imenica u suvremenom švedskom (muška odnosno ženska ljudska bića ili po potrebi životinje). 
Malen broj švedskih imenica može biti i zajedničkog i srednjeg roda. Baza podataka dvanaestog izdanja Rječnika Švedske akademije (švedski: Svenska Akademiens ordlista) sadrži 324 imenice tog tipa. 
Naziru se i tragovi nekadašnjeg četveropadežnog sustava u tome što zamjenice još uvijek imaju subjektni, objektni (temeljem nestalog akuzativa i dativa) i genitivni oblik. Imenice nemaju različit subjektni i objektni oblik, a genitiv se tvori dodavanjem morfema -s na kraj riječi. Takav genitivni -s ima funkciju više nalik klitici nego padežu i gotovo je identičan posvojnom sufiksu u engleskom jeziku. Potrebno je, međutim, napomenuti da se po švedskom pravopisu ovaj genitivni -s dodaje bez prethodećeg apostrofa kao što bi bilo u engleskom.
Imenice se u švedskomu, ukratko, sklanjaju po broju i određenosti te mogu imati genitivni sufiks. Poredak morfema je sljedeći:
| osnova imenice („rijeka”) | nastavak za množinu | nastavak za određenost | genitivni nastavak -s |
| flod                      | -er                 | -na                    | -s                    |

### Oblici množine
Postoji nekoliko načina tvorbe množine u švedskom. Imenice se u švedskom konvencijalno grupiraju u pet deklinacija temeljem neodređenih nastavaka u množini: -or, -ar, -(e)r, -n i bez nastavka.
1. Sve su imenice prve deklinacije zajedničkog roda (prethodno ženskog). Većina tih imenica završava na -a u jednini te -or u množini. 
  - Na primjer: en flicka („djevojka”), sv. flickor („djevojke”).
  - Nekoliko imenica prve deklinacije završava na suglasnik, npr. en våg („val”), sv. vågor („valovi”); en ros („ruža”), sv. rosor („ruže”).
2. Imenice druge deklinacije također su zajedničkog roda (prethodno muškog), s izuzetkom nekolicine imenica srednjeg roda poput: ett finger („prst”), fingrar („prsti”). Sve imaju -ar nastavak u množini. 
  - Primjerice: en arm („ruka”), sv. armar („ruke”); en hund („pas”), sv. hundar („psi”); en sjö („jezero”), sv. sjöar („jezera”); en pojke („dječak”), sv. pojkar („dječaci”); en sjukdom („bolest”), sv. sjukdomar („bolesti”); en främling („stranac”), sv. främlingar („stranci”).
  - Manji broj imenica druge deklinacije ima nepravilne oblike množine, na primjer: en afton („večer”), sv. aftnar („večeri”); en sommar („ljeto”), sv. somrar („ljeta”); en moder/mor („majka”), sv. mödrar („majke”)
3. Treća deklinacija u više manje jednakom omjeru uključuje imenice oba roda. Nastavak množine imenica ove deklinacije je -er ili, u slučaju nekih imenica koje završavaju na samoglasnik, -r . 
  - Na primjer: en park („park”), sv. parker („parkovi”); ett museum („muzej”), sv. museer („muzeji”, gdje također gubi latinski sufiks -um ); en sko („cipela”), sv. skor („cipele”); en fiende („neprijatelj”), sv. fiender („neprijatelji”).
  - Neke imenice treće deklinacije mijenjaju ili skraćuju samoglasnike u osnovi zbog prijeglasa u množini: en hand („ruka”), sv. händer („ruke”); ett land („zemlja”), sv. länder („države”); en bok („knjiga”), sv. böcker („knjige”); en nöt („orah”), sv. nötter („orasi”).
4. Sve imenice četvrte deklinacije srednjeg su roda i u jednini završavaju na samoglasnik. Množina im je -n . 
  - Na primjer: ett bi („pčela”), sv. bin („pčele”); ett äpple („jabuka”), sv. äpplen („jabuke”).
  - Dvije imenice u ovoj deklinaciji imaju nepravilne oblike množine: ett öga („oko”), sv. ögon („oči”); ett öra („uho”), sv. öron („uši”).
5. Imenice pete deklinacije nemaju nastavak u množini te su zajedničkog ili srednjeg roda.
  - Primjeri uključuju: ett barn („dijete”), sv. barn („djeca”); ett djur („životinja”), sv. djur („životinje”); en lärare („učitelj”), sv. lärare („učitelji”).
  - Neke imenice pete deklinacije dobivaju prijeglas u množini: en mus („miš”), sv. möss („miševi”); en gås („guska”),  („guske”); en man („čovjek”), sv. män („muškarci”).

### Članovi i određeni oblici
Određeni član u švedskom uglavnom se izražava sufiksom glavne imenice, dok je neodređeni član zasebna riječ ispred imenice. Takav sustav članova dijele sva tri skandinavska jezika: norveški (obje varijante), danski i švedski. Članovi imaju različite oblike ovisno o rodu i broju imenice.
Neodređeni član, koji se koristi samo u jednini, jest en za imenice zajedničkog i ett za imenice srednjeg roda, npr. en flaska („boca”), ett brev („pismo”). Određeni član u jednini općenito su sufiksi -en ili -n za zajedničke imenice (npr. flaskan, „boca”) i -et ili -t za imenice srednjeg roda (npr. brevet, „pismo”). U većini dijalekata određeni nastavak -t srednjeg roda se ne izgovara. Određeni član množine je -na za prve tri deklinacije, -a za četvrtu i -en za petu: npr. flaskorna („boce”), bina („pčele”), breven („pisma”).
Kad se pridjev ili broj (premodifikatori) stavljaju ispred imenice s određenim članom, ispred premodifikatora se dodaje odvojeni određeni član. Važno je napomenuti da se zadržava i sufiks određenog člana. Taj dodatni određeni član je den za imenice zajedničkog roda, det za imenice srednjeg roda, i de za imenice u množini, npr. den nya flaskan („nova boca”), det nya brevet („novo pismo”), de fem flaskorna („pet boca”). Na sličan se cirkumfiksan način koriste i s riječima där („tamo”) ili här („ovdje”) u značenju „ovo” i „ono”, npr. den här flaskan („ova boca”), det där brevet („ono pismo”), a u toj se kombinaciji tretiraju kao pokazni član.
Pet deklinacija u švedskom mogu se nazvati -or, -ar, -er, -n i ništa prema odgovarajućim neodređenim nastavcima u množini. Svaka imenica ima sveukupno osam oblika: jednina/množina, određeni/neodređeni i bespadežni/genitivni. Oblik bez padeža ponekad se naziva nominativom, iako se koristi za gramatičke objekte jednako koliko i za subjekte.

### Genitiv
Genitiv se uvijek tvori dodavanjem nastavka -s na oblik bez padeža. U drugoj, trećoj i petoj deklinaciji riječi mogu završavati sa -s već u bezpadežnom obliku. Ove riječi ne zaprimaju dodatan -s nastavak u upotrebi genitiva: neodređeni genitiv od hus („kuća”) je hus.
Švedski genitiv danas nema opći status padeža jer se -s obično stavlja na posljednju riječ imeničkog izraza čak i kada ta riječ nije glavna imenica, slično kao u engleskomu (npr. mannen som står där bortas hatt, „šešir čovjeka koji stoji ondje”). Ova upotreba -s kao klitike umjesto sufiksa kroz povijest suvremenoga švedskoga se smatrala negramatičkom, ali je danas dominantna do te mjere da se stavljanje nastavka -s na glavnu imenicu smatra staromodnim. Švedski jezični savjet dopušta stavljanje završetka nakon ustaljenih, neproizvoljnih fraza (npr. Konungen av Danmarks bröstkarameller, „bomboni protiv kašlja danskoga kralja”); ali inače preporučuju preformulaciju kako bi se konstrukcija izbjegla u potpunosti.

### Primjeri
Ovi primjeri pokrivaju sve pravilne oblike imenica bez padeža.
Prva deklinacija: -or (zajednički rod)
|                  | jednina          | množina            |
| ---------------- | ---------------- | ------------------ |
| neodređeni oblik | (en) flaska boca | sv. flaskor boce   |
| određeni oblik   | sv. flaskan boca | sv. flaskorna boce |

Druga deklinacija: -ar (zajednički rod)
|                  | jednina            | množina              |
| ---------------- | ------------------ | -------------------- |
| neodređeni oblik | (en) stol stolica  | sv. stolar stolice   |
| određeni oblik   | sv. stolen stolica | sv. stolarna stolice |

|                  | jednina           | množina             |
| ---------------- | ----------------- | ------------------- |
| neodređeni oblik | (en) gubbe starac | sv. gubbar starci   |
| određeni oblik   | sv. gubben starac | sv. gubbarna starci |

Treća deklinacija: -er, -r (uglavnom imenice zajedničkog roda, neke imenice srednjeg roda)
|                  | jednina         | množina            |
| ---------------- | --------------- | ------------------ |
| neodređeni oblik | (en) sak stvar  | sv. saker stvari   |
| određeni oblik   | sv. saken stvar | sv. sakerna stvari |

|                  | jednina             | množina               |
| ---------------- | ------------------- | --------------------- |
| neodređeni oblik | (en) bakelse pecivo | sv. bakelser peciva   |
| određeni oblik   | sv. bakelsen pecivo | sv. bakelserna peciva |

|                  | jednina                       | množina                         |
| ---------------- | ----------------------------- | ------------------------------- |
| neodređeni oblik | (ett) parti politička stranka | sv. partier političke stranke   |
| određeni oblik   | sv. partiet politička stranka | sv. partierna političke stranke |

Skup riječi koje zaprimaju samo -r kao nastavak množine neki lingvisti smatraju zasebnom deklinacijom. Tradicionalno se, međutim, smatraju inačicom treće deklinacije.
Četvrta deklinacija: -n (imenice srednjeg roda koje završavaju samoglasnikom)
|                  | jednina           | množina           |
| ---------------- | ----------------- | ----------------- |
| neodređeni oblik | (ett) hjärta srce | sv. hjärtan srca  |
| određeni oblik   | sv. hjärtat srce  | sv. hjärtana srca |

Peta deklinacija: neobilježena množina (uglavnom imenice srednjeg roda koje završavaju suglasnicima i imenice zajedničkog roda koje završavaju određenim derivacijskim nastavcima)
|                  | jednina        | množina           |
| ---------------- | -------------- | ----------------- |
| neodređeni oblik | (ett) horn rog | sv. horn rogovi   |
| određeni oblik   | sv. hornet rog | sv. hornen rogovi |

|                  | jednina           | množina            |
| ---------------- | ----------------- | ------------------ |
| neodređeni oblik | (en) bagare pekar | sv. bagare pekari  |
| određeni oblik   | sv. bagaren pekar | sv. bagarna pekari |

|                  | jednina             | množina              |
| ---------------- | ------------------- | -------------------- |
| neodređeni oblik | (en) indier Indijac | sv. indier Indijci   |
| određeni oblik   | sv. indiern Indijac | sv. indierna Indijci |

## Zamjenice
Sustav osobnih zamjenica u švedskomu usporediv je sustavu engleskoga jezika. Zamjenice se sklanjaju po licu, broju te gramatičkom ili prirodnom rodu imenice u trećem licu jednine. Slično latinskom i hrvatskom se, švedski koristi povratnu zamjenicu sig, ali isključivo u trećem licu, dok se u drugim licima za refleksivno značenje koriste objektne zamjenice uz izborno korištenje själv (npr. mig själv, hrvatski: „mene samog” i sl. engleski: „myself”) i egen/eget/egna (hrv. „vlastiti/-a/-o”) u svrhu naglašavanja.
Zamjenice u trećem licu množine usred su procesa stapanja; de, subjektna zamjenica, i dem, objektna zamjenica, obje se u standardnom govoru izgovaraju [dom:] unatoč različitom, arhaičnom zapisivanju. U nekim regionalnim govorima, poput skonskog i finskog švedskog, još se uvijek razlikuju u izgovoru.
| jednina    | jednina | jednina | jednina                   | množina  | množina | množina | množina                           |
| lice       | subjekt | objekt  | posvojne (zaj., sr., mn.) | lice     | subjekt | objekt  | posvojne (zaj., sr., mn.)         |
| ---------- | ------- | ------- | ------------------------- | -------- | ------- | ------- | --------------------------------- |
| 1.         | jag     | mig     | min, mitt, mina           | 1.       | vi      | oss     | vår, vårt, våra                   |
| 2.         | du      | dig     | din, ditt, dina           | 2.       | ni      | er      | er, ert, era, Ers (iz poštovanja) |
| 3. m. r.   | han     | honom   | hans                      | 3.       | de      | dem     | deras                             |
| 3. ž. r.   | hon     | henne   | hennes                    | 3.       | de      | dem     | deras                             |
| 3. zaj. r. | den     | den     | dess                      | 3.       | de      | dem     | deras                             |
| 3. sr. r.  | det     | det     | dess                      | 3.       | de      | dem     | deras                             |
| 3. neodr.1 | man     | en      | ens                       | 3.       | de      | dem     | deras                             |
| 3. povr.   | —       | sig     | sin, sitt, sina           | 3. povr. | —       | sig     | sin, sitt, sina                   |

 1. Ova se zamjenica koristi za nespecificirane skupine ljudi i označava općenitost. Istovjetna je njemačkoj man i engleskoj one.
Od 2010-ih godina u uporabi je i rodno neutralna zamjenica trećeg lica jednine hen za rodno neutralne reference ili reference kojima je rod nepoznat. Unatoč tome što je već ukorjenjena u govornom jeziku koliko i u medijima, ponekim pravnim dokumentima i književnosti te unatoč tome što se nalazi u Rječniku Švedske akademije, uporaba nije u potpunosti prihvaćena među govornicima švedskoga jezika.

### Ostale zamjenice
- Pokazne: den/det/de här (hrv. „ovo ovdje”), den/det/de där (hrv. „ono ondje”); denna/denne/detta (hrv. „ovaj/-a/-o”) i dessa (hrv. „ovi/-e/-a”) smatraju se formalnijima.
- Odnosne: som, vem, vilken, vars, när, då.
- Neodređene: någon (hrv. „neki”; najčešće izgovoreno i ponekad pisano nån), något/nåt, några/nåra, ingen/inget/inga (hrv. „nikoji”),
- i druge vrste.

## Pridjevi
Pridjevi se u švedskom sklanjaju po rodu, broju i određenosti imenice na koju se odnose.

### Jaka sklonidba
U neodređenoj jednini, uz imenice zajedničkog roda koristi se nesklonjeni oblik pridjeva, a uz imenice srednjeg roda koristi se sufiks -t. U neodređenoj množini oba roda koristi se sufiks -a. 
|                | jednina        | prijevod      | množina       | prijevod        |
| -------------- | -------------- | ------------- | ------------- | --------------- |
| zajednički rod | en stor björn  | velik medvjed | stora björnar | veliki medvjedi |
| srednji rod    | ett stort träd | veliko stablo | stora träd    | velika stabla   |

Isto se u standardnomu švedskomu, kao i u hrvatskomu, primjenjuje i na sklonidbu pridjeva nakon kopularnih glagola, tj. spone.
Trädet är stort. (hrv. „Stablo je veliko.”)

Björnarna är stora. (hrv. „Medvjedi su veliki.”)

### Slaba sklonidba
U određenomu obliku i nakon posvojne zamjenice pridjevi zaprimaju sufiks -a bez obzira na određenost i rod.
|                    | jednina                | prijevod      | množina                 | prijevod       |
| ------------------ | ---------------------- | ------------- | ----------------------- | -------------- |
| zajednički rod     | sv. den svarta björnen | crni medvjed  | sv. de svarta björnarna | crni medvjedi  |
| srednji rod        | sv. det röda taket     | crveni krov   | sv. de röda taken       | crveni krovovi |
| posvojna zamjenica | sv. min gula bil       | moj žuti auto | sv. mina gula bilar     | moji žuti auti |

### Komparacija
Većina pridjeva u komparativu zaprimaju sufiks -are, a u superlativu -ast. S obzirom da superlativ gotovo zahtjeva određenost, sufiks -ast najčešće zaprima i određeni nastavak -e.
|            |                          | prijevod               |
| ---------- | ------------------------ | ---------------------- |
| komparativ | sv. en billigare bil     | jeftiniji automobil    |
| superlativ | sv. den billigaste bilen | najjeftiniji automobil |

## Prilozi
Priloge se od pridjeva tvori oblikom jednine srednjega roda. Oni pridjevi koji završavaju na -lig mogu se pak pretvoriti u priloge sufiksom jednine srednjega roda ili nastavkom -en. U nešto rjeđim slučajevima se priloge tvori dodavanjem nastavka -ligen na pridjeve koji već ne završavaju na -lig. 
| zajednički rod          | srednji rod              | prilog                    |
| ----------------------- | ------------------------ | ------------------------- |
| sv. tjock, debeo        | sv. tjockt, debelo       | sv. tjockt, debelo/gusto  |
| sv. snabb, brz          | sv. snabbt, brzo         | sv. snabbt, brzo          |
| sv. avsiktlig, namjeran | sv. avsiktligt, namjerno | sv. avsiktligen, namjerno |
| sv. stor, velik         | sv. stort, veliko        | sv. storligen, naveliko   |

### Prilozi mjesta i smjera
Slično hrvatskomu, švedski (kao i ostali skandinavski jezici) razlikuje priloge mjesta i priloge smjera, a oni se najčešće razlikuju u nastavku -a ili -e priloga mjesta. U hrvatskome se ta priložna razlika najčešće prevodi putem padeža.
Jag steg upp på taket. – Popeo sam se na krov. (akuzativ)

Jag arbetade där uppe på taket. – Radio sam gore na krovu. (lokativ)
| smjer | prijevod |  | mjesto | prijevod |
| ----- | -------- |  | ------ | -------- |
| upp   | gore     |  | uppe   | gore     |
| ner   | dolje    |  | nere   | dolje    |
| in    | unutra   |  | inne   | unutar   |
| ut    | van      |  | ute    | vani     |
| hem   | kući     |  | hemma  | kod kuće |
| bort  | daleko   |  | borta  | daleko   |
| fram  | naprijed |  | framme | ispred   |

## Brojevi

### Glavni brojevi
Glavni brojevi do 12 u švedskomu jeziku su sljedeći:
| 0    | 1      | 2   | 3   | 4    | 5   | 6   | 7   | 8    | 9   | 10  | 11   | 12   |
| noll | en/ett | två | tre | fyra | fem | sex | sju | åtta | nio | tio | elva | tolv |

Broj 1 istovjetan je neodređenom članu te se oblici koriste ovisno o tome kojeg je roda imenica na koju se odnosi.
Brojevi od 13 do 19 su sljedeći:
| 13      | 14      | 15     | 16     | 17      | 18              | 19     |
| tretton | fjorton | femton | sexton | sjutton | arton (aderton) | nitton |

Oblik aderton je arhaičan u većini švedskih govornih područja. Danas se koristi samo u poeziji, ponekim službenim dokumentima te kao primarni oblik broja u finskomu švedskomu jeziku.
Višekratnici broja deset glase:
| 20    | 30      | 40     | 50     | 60     | 70      | 80    | 90     | 100          | 1000        |
| tjugo | trettio | fyrtio | femtio | sextio | sjuttio | åttio | nittio | (ett) hundra | (ett) tusen |

Izgovor brojeva varira ovisno o dijalektima te nije uvijek u skladu s pravopisom. Brojevi koji završavaju na -o, nio (9), tio (10) i tjugo (20), često se izgovaraju sa završnim -e, npr. [ti:e] i [šu:ge]. U dijalektima sjevera Švedske, završno se -o izgovara kao -u, npr. [tju:gu], a u srednjoj se švedskoj u broju 20 često izgovara kao -i, poput [šu:gi].
U govornome jeziku, broj tjugo često gubi završni slog u složenicama, npr. broj tjugotre (23) izgovara se [šutre:] umjesto [šugotre:]. Brojevi koji završavaju na -io gotovo uvijek se izgovaraju bez završnog -o, zbog čega fyrtio (40), primjerice, glasi [ferti:] umjesto [fertio]. Kod broja 40 zanimljivo je i to što se slovo <y> uvijek izgovara poput slova <ö>.
Brojevi između 21 i 99 pišu se slično kolokvijalnom hrvatskom izgovoru, u smislu da se tvore složenice od desetinke i jedinice u broju. Tako, primjerice, dobivamo brojeve:
| 31  | trettioett          |
| 63  | sextiotre           |
| 79  | sjuttionio          |
| 84  | åttiofyra           |
| 358 | trehundrafemtioåtta |
| 927 | niohundratjugosju   |

Veći brojevi pak glase:
| 10 000        | tiotusen              |
| 100 000       | hundratusen           |
| 1 000 000     | en miljon             |
| 10 000 000    | tio miljoner          |
| 100 000 000   | (ett) hundra miljoner |
| 1 000 000 000 | en miljard            |

Brojevi veći od miljon su imenice i u množini zaprimaju nastavak -er. Iz tog se razloga bjelinom odvajaju od prethodnog broja, poput tio miljoner. 
Bilo koji broj može biti izražen složenicom brojeva poretkom u kojem su napisani kao znamenke. Pri pisanju znamenki, nakon svake treće s desna umeće se bjelina. Takav zapis reflektira i izgovor te slovni zapis, iako se zapis takvih brojeva rijetko upotrebljava zbog duljine; učestaliji su slovni zapisi brojeva poput miljard i brojeva ispod 20.
| znamenke  | slovni zapis | raščlamba komponenata                                                |
| --------- | --- | -------------------------------------------------------------------- |
| 21        | sv. tjugoett / sv. tjugoen                                                                                              | (sv. tjugo-ett) / (sv. tjugo-en)                                     |
| 147       | sv. etthundrafyrtisju sv. etthundrafyrtiosju                                                                            | (sv. ett-hundra-fyrtio-sju)                                          |
| 1 975     | sv. ettusen niohundrasjuttifem sv. ettusen niohundrasjuttiofem                                                          | (sv. ett-tusen nio-hundra-sjuttio-fem)                               |
| 10 874    | sv. tiotusen åttahundrasjuttifyra sv. tiotusen åttahundrasjuttiofyra                                                    | (sv. tio-tusen åtta-hundra-sjuttio-fyra)                             |
| 100 557   | sv. etthundratusen femhundrafemtisju sv. etthundratusen femhundrafemtiosju                                              | (sv. ett-hundra-tusen fem-hundra-femtio-sju)                         |
| 1 378 971 | sv. en miljon trehundrasjuttiåtta tusen niohundrasjuttiett sv. en miljon trehundrasjuttioåtta tusen niohundrasjuttioett | (sv. en miljon tre-hundra-sjuttio-åtta tusen nio-hundra-sjuttio-ett) |

Decimalni zarez piše se normalno kao zarez <,> i izgovara (sv. komma). Znamenke koje joj slijede čitaju se zasebno jedna od druge ili u paru, ako ih je samo dvije. U zapisu novčanih iznosa često se izgovara veznikom och (hrv. „i”), npr. 3,50 (tre och femtio).

### Redni brojevi
Redni brojevi do 12 u švedskomu su sljedeći:
| 1.     | 2.    | 3.     | 4.     | 5.    | 6.     | 7.     | 8.      | 9.     | 10.    | 11.   | 12.    |
| 1:a    | 2:a   | 3:e    | 4:e    | 5:e   | 6:e    | 7:e    | 8:e     | 9:e    | 10:e   | 11:e  | 12:e   |
| första | andra | tredje | fjärde | femte | sjätte | sjunde | åttonde | nionde | tionde | elfte | tolfte |

Brojevi od 13 do 19, kao i 100 te 1000 tvore se dodavanjem nastavka -de na oblik glavnoga broja; trettonde (13:e), hundrade (100:e), tusende (1000:e). 
Redni brojevi višekratnika broja 10, od 20. do 90., tvore se nastavkom -nde: tjugonde (20:e), femtionde (50:e).
Viši brojevi postaju redni dodatkom nastavka -te: miljonte (usp. hrv. milijunti).

## Glagoli
Glagoli se u suvremenome švedskomu ne sprežu ni po licu niti po broju. Imaju različite oblike za sadašnje i prošlo vrijeme te za imperativ, subjunktiv i indikativ. Ostala glagolska vremena tvore se kombinacijom pomoćnih glagola s infinitivnim oblikom ili zasebnim participnim oblikom glagola koji se zove supin. Ukupno postoji 6 oblika glagola u aktivu: infinitiv, imperativ, prezent, preterit, supin i particip prošloga vremena. Oblik subjunktiva koristi se vrlo rijetko, a jedini je učestali oblik onaj glagola „biti”, vore (od švedskog „vara”), koji se koristi kao jedan od načina za izražavanje kondicionalnih izjava. Subjunktiv ostalih glagola smatra se arhaičnim ili dijalektalnim govorom.
Glagoli imaju i pasivni oblik koji se tvori nastavkom -s. Za glagole koji završavaju na -r, pasivni nastavak zamjenjuje završno -r. Glagoli koji završavaju na -er najčešće izgube i -e-. Tako, primjerice, glagol stärker u prezentu, hrv. „ojačava”, mijenja oblik u stärks, hrv. „je ojačavan”. Oblik koji zadržava -e-, npr. stärkes, smatra se izrazito formalnim. Izuzetci ovom pravilu su jednosložni glagoli te glagoli koji završavaju na -s.

### Konjugacija
U švedskome se jeziku glagoli po konjugaciji dijele na četiri skupine:
| skupina | opis                                    |
| ------- | --------------------------------------- |
| 1.      | pravilni glagoli na -ar                 |
| 2.      | pravilni glagoli na -er                 |
| 3.      | jednosložni glagoli na -r               |
| 4.      | jaki i nepravilni glagoli na -er ili -r |

Oko 80 % svih glagola u švedskomu pripadaju prvoj skupini te je ona jedina u koju se usvajaju novi glagoli. Najčešći su primjeri glagoli preuzeti iz engleskoga s dodanim -a nastavkom za švedski infinitiv, poput chatta („čavrljati”, „četati”) i surfa („surfati”).
Osnova glagola, koja je identična imperativu, temelji se na obliku u prezentu od kojega se oduzima nastavak -(e)r. Tako je od kallar („poziva”) osnova „kalla-”, od stänger („zatvara”) je „stäng-”, a od syr („šije”) je „sy-”.
- Glagoli 1. skupine imaju infinitiv identičan osnovi (-a), prezent im završava na -r, preterit na -de, supin na -t i particip prošloga vremena na -d/-t/-de (ovisno o rodu te broju ili određenosti imenice na koju se primjenjuje, kao i pridjevi).
- Glagolima 2. skupine osnova završava na suglasnik, infinitiv na -a te prezent na -er. Za oblik prošloga vremena i participa dijele se na podskupine 2.a i 2.b ovisno o zvučnosti završnog suglasnika.
  - Glagoli 2.a skupine završavaju na zvučni suglasnik, zbog čega im je nastavak u preteritu -de, a u participu p.v. -d/-t/-da.
  - Glagoli 2.b skupine završavaju na bezvučni suglasnik; u preteritu zaprimaju nastavak -te, a u participu p.v. -t/-t/-ta.
- Glagolima 3. skupine osnova završava na samoglasnik koji nije /a/. Infinitiv ima isti oblik kao osnova, prezent završava na -r, preterit na -dde, supin na -tt, a particip p.v. na -dd/-tt/-dda.
- Glagolima 4. skupine pripadaju jaki i nepravilni glagoli koji su većinom vrlo učestali u jeziku.
  - Jaki glagoli dobivaju prijeglas u preteritu i često u supinu, a promjena samoglasnika prati određen predložak promjena.

| skupina    | osnova | imperativ  | infinitiv | infinitiv | prezent     | prezent | preterit    | preterit                             | supin       | supin | particip prošloga vremena           | particip prošloga vremena |  | prijevod                            |
| ---------- | ------ | ---------- | --------- | --------- | ----------- | ------- | ----------- | ------------------------------------ | ----------- | ----- | ----------------------------------- | ------------------------- |  | ----------------------------------- |
| 1.         | kalla- | sv. kalla! | kalla     | —         | sv. kallar  | -r      | sv. kallade | -de                                  | sv. kallat  | -t    | sv. kallad sv. kallat sv. kallade   | -d -t -de                 |  | pozvati                             |
| 2.a        | stäng- | sv. stäng! | stänga    | -a        | sv. stänger | -er     | sv. stängde | -de                                  | sv. stängt  | -t    | sv. stängd sv. stängt sv. stängda   | -d -t -da                 |  | zatvoriti                           |
| 2.b        | läs-   | sv. läs!   | läsa      | -a        | sv. läser   | -er     | sv. läste   | -te                                  | sv. läst    | -t    | sv. läst sv. läst sv. lästa         | -t -ta                    |  | čitati                              |
| 3.         | sy-    | sv. sy!    | sy        | —         | sv. syr     | -r      | sv. sydde   | -dde                                 | sv. sytt    | -tt   | sv. sydd sv. sytt sv. sydda         | -dd -tt -dda              |  | šiti                                |
| 4.         | stryk- | sv. stryk! | stryka    | -a        | sv. stryker | -er     | sv. strök   | (najćešće samo promjena samoglanika) | sv. strukit | -it   | sv. struken sv. struket sv. strukna | -en -et -na               |  | precrtati pomaziti namazati glačati |
| nepravilni | var-   | sv. var!   | vara      |           | sv. är      |         | sv. var     |                                      | sv. varit   |       | —                                   |                           |  | biti                                |

| predložak     | infinitiv | prezent | preterit | supin   | prijevod |
| i – a – u     | sitta     | sitter  | satt     | suttit  | sjediti  |
| i – e – i     | bli       | blir    | blev     | blivit  | postati  |
| u – ö – u     | sjunga    | sjunger | sjöng    | sjungit | pjevati  |
| y – ö – u/y   | flyga     | flyger  | flög     | flugit  | letjeti  |
| y – ö – u/y   | dyka      | dyker   | dök      | dykt    | roniti   |
| a/å – o – a   | ta        | tar     | tog      | tagit   | uzeti    |
| a/å – o – a   | slå       | slår    | slog     | slagit  | udariti  |
| å – ä – å     | låta      | låter   | lät      | låtit   | zvučati  |
| a/å – ö – a/å | falla     | faller  | föll     | fallit  | pasti    |
| a/å – ö – a/å | hålla     | håller  | höll     | hållit  | držati   |
| ä – a – u     | bära      | bär     | bar      | burit   | nositi   |
| ä – o – u     | svära     | svär    | svor     | svurit  | psovati  |
| ä – å – ä     | äta       | äter    | åt       | ätit    | jesti    |
| ö – o – o     | dölja     | döljer  | dolde    | dolt    | sakriti  |

### Pasiv
Pasiv se tvori na jedan od četiri načina ovisno o ciljanom značenju:
1. Dodaje se -s nastavak za usredotočenje na radnju.
  - Dörren målas. – Vrata se bojaju.
2. Dodaje se pomoćni glagol bli (hrv. „postati”) uz particip prošloga vremena za naglašavanje promjene.
  - Dörren blir målad. – Vrata bivaju obojana.
3. Dodaje se pomoćni glagol vara (hrv. „biti”) uz particip prošloga vremena za usredotočenje na rezultat radnje.
  - Dörren är målad. – Vrata su obojana.
4. Koristi se glagol få (hrv. „dobiti”) uz particip prošloga vremena za isticanje subjekta koji nije trpitelj radnje. Konstrukcija je slična engleskome get-pasivu, a na hrvatski se prevodi kao aktiv.
  - Han fick dörren målad. – Obojao je vrata. (u dosl. prijevodu: Postigao je da su vrata obojana.)

## Prijedlozi
Za razliku od drugih germanskih jezika poput njemačkoga i islandskoga gdje prijedlozi nerijetko zahtijevaju promjenu slijedeće imenice u padežu, imenice u švedskomu ne mijenjaju oblik kada slijede prijedloge osim u rijetkim slučajevima kod kojih su očuvani arhaični oblici.
| prijedlog mjesta | značenje  | primjer                        | prijevod                  |
| ---------------- | --------- | ------------------------------ | ------------------------- |
| på               | na        | sv. Råttan dansar på bordet.   | Štakor pleše na stolu.    |
| under            | ispod     | sv. Musen dansar under bordet. | Miš pleše ispod stola.    |
| i                | u         | sv. Kålle arbetar i Göteborg.  | Kålle radi u Göteborgu.   |
| vid              | kod/pored | sv. Jag är vid sjön.           | Kod jezera sam.           |
| till             | do        | sv. Ada har åkt till Göteborg. | Ada je otišla u Göteborg. |

Prijedlozi vremena koriste se u mnogo različitih konteksta ovisno o ciljanomu značenju.
| prijedlog vremena | primjer                               | prijevod                              |
| ----------------- | ------------------------------------- | ------------------------------------- |
| på                | sv. Vi ses på rasten.                 | Vidimo se pod odmorom.                |
| före              | sv. De var alltid trötta före rasten. | Uvijek su bili umorni prije odmora.   |
| om                | sv. Kan vi ha rast om en timme?       | Možemo li imati odmor za sat vremena? |
| i                 | sv. Kan vi ha rast i en timme?        | Možemo li imati odmor od sat vremena? |
| under             | sv. Vi arbetade under helgdagarna.    | Radili smo vikendima.                 |

### Ambipozicije
Ambipozicijama se smatraju prijedlozi koji se mogu pojaviti ili prije ili nakon riječi na koju se odnose. Iako se u švedskomu gotovo svi prijedlozi pojavljuju prije imenice, nekoliko je ambipozicija u učestaloj uporabi:
| adpozicija | značenje | postpozicija       | prepozicija        | prijevod           |
| ---------- | -------- | ------------------ | ------------------ | ------------------ |
| runt       | oko      | sv. riket runt     | sv. runt riket     | diljem kraljevstva |
| emellan    | između   | sv. bröder emellan | sv. emellan bröder | među braćom        |
| igenom     | kroz     | sv. natten igenom  | sv. igenom natten  | kroz cijelu noć    |

## Sintaksa
Poput ostalih germanskih jezika, švedska sintaksa ima slijed riječi u rečenici prema poretku subjekt – predikat – objekt, tzv. slijed riječi SVO. Za razliku od, primjerice, njemačkog, švedski predikate ne premješta na kraj zavisnih surečenica. Međutim s njemačkim ipak dijeli pravilo da predikat uvijek mora biti na drugome mjestu u rečenici, tzv. redoslijed V2. Pridjevi se pojavljuju prije imenica na koje se odnose (osim u lirskim tekstovima), a imenički atributi često tvore improvizirane složene imenice.
Općeniti redoslijed riječi u švedskome jeziku je sljedeći:
| fundament | finitni glagol | subjekt (ako se ne nalazi na mjestu fundamenta) | rečenični prilog ili negacija | nefinitni glagol (infinitiv ili supin) | objekt | priložna oznaka mjesta | priložna oznaka vremena |

Mjesto fundamenta može zauzimati bilo koja sastavnica rečenice koju se želi naglasiti. To mjesto tipično zauzima subjekt, ali učestalo se na njemu pojavljuju priložne oznake ili objekt. U fundamentu se također može nalaziti i sastavnica zavisne surečenice, npr. sv. honom vill jag inte att du träffar (hrv. „njega [ja] ne želim da [ti] upoznaš”), ili cijela zavisna surečenica, primjerice sv. att du följer honom hem accepterar jag inte (hrv. „da ga [ti] pratiš kući [ja] ne prihvaćam”). Za naglašavanje finitnog glagola potrebno je dodati tzv. „lažni” glagol na drugo mjesto u rečenici: sv. arbetade gjorde jag inte igår (hrv. „radio jučer nisam”).
| vezno sredstvo | subjekt | rečenični prilog ili negacija | finitni glagol | nefinitni glagol (infinitiv ili supin) | objekt | priložna oznaka mjesta | priložna oznaka vremena |

Kod zavisnih je surečenica značajna promjena da negacija ili rečenični prilog uvijek moraju biti ispred prvog, finitnog glagola u surečenici za razliku od glavnih rečenica, gdje se isti nalaze nakon prvog finitnog glagola:
sv. [jag tycker inte] att han inte kan laga mat 

(hrv. „[ne mislim] da on ne zna kuhati”)

## Vanjske poveznice
- Svenska Akademiens grammatik – Gramatika Švedske Akademije
- Švedska gramatika, Leif Stensson
- Tečaj švedskog, Björn Engdahl